# Méhes Károly (író)
Méhes Károly (Pécs, 1965. február 20. –) költő, író, újságíró.

## Élete
Korábban a pécsi Dunántúli Napló, 2012-től a pécsi Zsolnay Kulturális Negyed munkatársa. Kulturális témájú cikkeket ír, programokat szervez, valamint a Formula–1-es autóversenyzés egyik legismertebb magyarországi szakértője, több autós szaklap rendszeres szerzője is. 1996-ban Móricz Zsigmond-ösztöndíjban és Radnóti-díjban részesült. A pécsi "Writer in Residence" (2007–2010] életre hívója, majd a Pécsi Íróprogram (2011–) kurátora.[forrás?] A Formula–1-es autóversenyzés történetéről vezet blogot.

Magáról írja: 
Alapiskoláimat Pécsett, Győrött végeztem, illetve Pannonhalmán, ahová a bencés gimnáziumba jártam 1979-1983-ig. 1985-ben vettek fel a Janus Pannonius Tudományegyetem magyar-esztétika szakára. 1989-ben egy szemesztert az Indiana University of Pennsylvania (USA) töltöttem ösztöndíjasként. 1991-ben kaptam diplomát. Ettől fogva a Dunántúli Naplónál dolgozom újságíróként. 1983-tól közlik az irodalmi lapok verseimet, elbeszéléseimet és fordításaimat (Műhely, Jelenkor, Kortárs, Hitel, Holmi, Forrás, Árgus, Életünk, Alföld, Pompeji, Somogy, Új Forrás, Élet és Irodalom, Múlt és Jövő, Vigilia, Nappali Ház, Parnasszus).

## Művei

### Önálló kötetek

#### Szépirodalom
- Szombat délután (versek), Cserépfalvi, 1991
- Csend utca (versek), Jelenkor, 1993
- Meddig él egy fénykép? (elbeszélések) Orpheusz, 1994
- Csontválogatók kézi könyvecskéje (versek és kispróza), 1996
- Tündérek cselekedetei (elbeszélések), Orpheusz, 1998
- Az álomé lett (rövid prózák), Alexandra, 1999
- Otthonos temető (elbeszélések), Alexandra, 2000
- A gyufalábú kutya (gyermekversek), Alexandra, 2000
- A másik táj (versek), Pannónia, 2000
- A bécsi üvegdinnye (irodalmi napló), Alexandra, 2001
- Zwei Bärte (elbeszélések), Wieser Verlag, 2002
- Lassan minden titok (regény), Alexandra, 2002
- Weingruber vendége (elbeszélések), Alexandra, 2003
- A kis halottlátó (elbeszélések), Signatura Könyvek, 2004
- Insgeheim (regény) Wieser Verlag, 2007
- Hollander Emőke meztelenül (kispróza) Pro Pannónia, 2007
- Spenót és Papucs (mese) Szamárfül, 2008
- Túl élő (önéletrajzi regény) Orpheusz, 2009
- Hegymenet (a Túl élő c. önéletrajzi regény folytatása) Orpheusz, 2011
- Mindig ez a Kitkat (mese) Scolar, 2013
- Pécs, 2013 (fotóalbum); fotó Focus csoport, elbeszélések Méhes Károly, angolra ford. Tóth Nóra; Marsalkó Fotó Kft., Pécs, 2013
- Röntgen; Tipp Cult, Bp., 2013 (P'art könyvek)
- Gilles Villeneuve. His untold life from Berthierville to Zolder. 44 interviews by Károly Méhes; Verartis, Pécs, 2014
- Időutazás Pécsett. Leonardo és Janus kalandjai; Skandináv Reklámügynökség Kft., Pécs, 2014
- Néma galambok utcája; Scolar, Bp., 2015
- "Nem én kések. A világ siet.". Humoros aforizmagyűjtemény Méhes Károly válogatásában; Scolar, Bp., 2016
- Pécs, a titkok városa; fotó Marsalkó Péter, szöveg Méhes Károly; Marsalkófotó Kft., Pécs, 2018
- Kézfogás a svéd királlyal; Orpheusz, Bp., 2021
- A fikusz téliesítésének napja (versek); Prae Kiadó Bp. 2022.

#### Külföldi megjelenések
- ALBÁN

Jat e re 2012 / 2 (Tirana, Albánia) – Ezüstlakodalom a Dráva partján (ford.: Ilir Dragovoja) www.jat-e-re.net
- ANGOL

Book of Cakes (Torták leírása, ford.: Molnár Eszter), New Hungarian Quarterly, 1997, 147.
- BOLGÁR

A hóesés előtt Literauren vestnik, 16-22.11. 2005 37. szám (11. oldal)
Литературен вестник,16-22.11.2005 брой 37 (ford. Niki Bojkov), 
https://web.archive.org/web/20120323120516/http://slovo.bg/litvestnik/
- GÖRÖG

Torták leírása (Christos Chrissopoulos), Dasein, 2010 / Keimena folyóirat
www.keimena.ece.uth.gr
- HINDI

Torták leírása (ford.: Indu Masaldan), Új Delhi, 2000
- HORVÁT

- NÉMET

Der holländische Schispringer (ford.: Buda György), Mattersburg – Literarische Stadtbilder, kiadó: Barbara Tobler, Bibliothek der Provinz, 2002
Eine andere Mutter, ein anderer Vater (ford.: Buda György), Top 22/II, Edition Aramo, Krems, 2005
Ein grenzenloses Gefühl (ford.: Buda György), Grenzverkehr, Drava Verlag, Klagenfurt, 2006
Von Himmel hoch (ford.: Clemens Prinz), K2, Wien, 2008
- OLASZ

Verso la redenzione; La Signora Vera (ford.: Tombe Beáta), Quaderni Vergeriani, 2011, www.vergerio.eu
- SZERB

Nad-živeti (ford.: Beszédes István), Rukovet , 2011, Subotica / Szabadka (Túl élő, részlet)
Túl élő – részlet (ford.: Mirko Gottesmann), Zlatna Greda, 2012, Novi Sad / Újvidék www.dkv.org.rs

#### Formula–1
- Gilles Villeneuve – His untold life from Berthierville to Zolder, 2014
- Képes Forma-1 Sztorik (Fernando Alonso előszavával), 2004
- Forma-1 Új generáció (Juan Pablo Montoya előszavával), 2003
- Minden, amit a 2003-as világbajnokságról tudni kell, 2003
- Forma-1 Total (Rubens Barrichello előszavával), 2002
- Minden, amit a 2002-es világbajnokságról tudni kell, 2002
- Forma-1 Kalandok (Gerhard Berger előszavával), 2001
- Forma-1 Napló: Schumacherek éve (Niki Lauda előszavával), 2001
- Mika Häkkinen, a csöndes győztes, 2001
- Forma-1 Ezredforduló (Damon Hill előszavával), 2000
- Minden, amit a 2001-es világbajnokságról tudni kell, 2001
- Forma-1 2000 (Nigel Mansell előszavával), 2000
- Minden, amit a 2000-es világbajnokságról tudni kell, 2000
- Forma-1 Grand Prix 1990-1999 (Mika Häkkinen előszavával), 1999
- Zzzümmm – Forma-1 kaleidoszkóp, 1999
- Forma-1 Grand Prix 1990-1998 (Berényi János előszavával), 1998
- Ferrari 70. A Scuderia története, 1947–2017; Verartis, Pécs, 2017
- Száguldó magyarok. Legendás pilótatörténetek; Athenaeum, Bp., 2019
- Ferrari. A 75 éves Scuderia története; Verartis, Pécs, 2021

### Könyvfejezetek
- Amerikai Költők Antológiája (műfordítások) Európa, 1990
- Törékeny kontinens (vers), Európa Ház, 1990
- Tillai Ernő: A festői Pécs (versek, kisprózák), Alexandra, 1999
- Ungarn – Von Montag bis Freitag (elbeszélés), Surhkamp, 1999
- Vitt Mantri Ka Nasta (hindi nyelvű m. novellák – Torták leírása), New Delhi, 2000
- Mattersburg – Literarische Stadtbilder (elbeszélés), Edition der Provinz, 2002
- Top22 (elbeszélés), Aramo Verlag, Krems, 2006
- Grenzverkehr (novella), Drava Verlag, Klagenfurt, 2006